# 拉菲纳-皮凯尔米
拉菲纳-皮凯尔米（希臘語：Ραφήνα-Πικέρμι）是希腊阿提卡大區东阿提卡专区的市镇，行政中心为拉菲纳。市镇面积为40.501平方公里，2021年人口数量为22,327人。
此市镇设立于2011年地方政府改革中，由原两个市镇（拉菲纳和皮凯尔米）合并而成，原市镇则成为此市镇的两个市区。